# Torneo de Hua Hin 2024
El Tailandia Open 2024 fue un torneo de tenis profesional jugado en canchas duras al aire libre. Se trató de la 6.ª edición del torneo que formó parte de los torneos WTA 250. Se llevó a cabo en Hua Hin, Tailandia, del 29 de enero – 4 de febrero de 2024.

## Distribución de puntos
| Modalidad           | Campeona | Finalista | Semifinales | Cuartos de final | 2ª ronda | 1ª ronda | Clasificadas | 2ª ronda de clasificación | 1ª ronda de clasificación |
| Individual femenino | 280      | 180       | 110         | 60               | 30       | 1        | 18           | 12                        | 1                         |
| Dobles femenino     | 280      | 180       | 110         | 60               | 1        | -        | -            | -                         | -                         |

## Cabezas de serie

### Individual femenino
| Tenista          | Ranking | Preclasificada |
| Magda Linette    | 24      | 1              |
| Lin Zhu          | 32      | 2              |
| Xinyu Wang       | 36      | 3              |
| Tatjana Maria    | 42      | 4              |
| Xiyu Wang        | 60      | 5              |
| Yue Yuan         | 61      | 6              |
| Yulia Putintseva | 64      | 7              |
| Anna Schmiedlová | 68      | 8              |

- Ranking del 15 de enero de 2024.[2]

### Dobles femenino
| Tenista                              | Ranking | Preclasificada |
| Miyu Kato Aldila Sutjiadi            | 54      | 1              |
| Hanyu Guo Xinyu Jiang                | 132     | 2              |
| Angelica Moratelli Camilla Rosatello | 166     | 3              |
| Bibiane Schoofs Anna Sisková         | 169     | 4              |

## Campeonas

### Individual femenino
Diana Shnaider venció a  Lin Zhu por 6-3, 2-6, 6-1

### Dobles femenino
Miyu Kato /  Aldila Sutjiadi vencieron a  Hanyu Guo/  Xinyu Jiang por 6-4, 1-6, [10-7]